# Вихман II
Вихман II Млади (на немски: Wichmann II, der Jüngere, * 930, † 22 септември 967) от род Билунги, е граф в Енгерн и е известен като въстаникът в „кралството на Отоните“ („Rebell des Ottonen-Reiches“).

## Биография
Той е големият син на граф Вихман I Стари (* 900, † 23 април 944). Майка му е вероятно сестра на кралица Матилда, съпругата на крал Хайнрих I Птицелов. Брат е на Екберт „Едноокия“ и с него е възпитаван в кралския двор заедно с Лиудолф от Швабия, синът на братовчед му Ото I.
Заради наследствени конфликти Вихман е против чичо си Херман Билунг и въстава след смъртта на баща му през 944 г. заедно с брат си Екберт против него и краля и се присъединява през 953 г. към въстанието на херцог Лиудолф от Саксония.
Вихман се съюзява с ободритите (абодритите) и на Великден 955 г. нахлува като техен командир в Саксония против Херман Билунг. На 16 октомври 955 г. крал Ото I побеждава ободритите в битката при Ракса. Вихман и Екберт успяват навреме да се оттеглят и да избягат във Франция, където намират подслон при херцог Хуго Велики, женен за братовчедката им Хедвига Саксонска, сестрата на Ото I Велики. Следващата година Вихман успява тайно да посети съпругата си в родината. На 16 юни 956 г. умира херцог Хуго, и Вихман трябва да напусне Франция. Крал Ото I изпраща войска против него с командир маркграф Геро и той моли за милост. Остановява се при славяните лютичи.
Вихман умира на 22 септември 967 г. след раняването му в битка против Мешко I, кралят на поляците.

## Фамилия
Вихман е женен вероятно за Хатвиг и има децата:
- Амелунг
- Имма, абатиса на Кемнаде
- Фридеруна (Фредеруна) († 3 февруари 1025?), абатиса на Кемнаде